# A20高速公路 (義大利)
A20高速公路（義大利語：Autostrada A20）是義大利一條高速公路，自西西里島東北部的墨西拿，沿該島北岸往西，至布安福爾內洛與A19高速公路相連，至西北岸的巴勒莫止。全長183公里。
1972年起分階段通車，2004年12月21日，位於卡斯特爾博諾的出口通車，全路完工。全段為歐洲E45和E90公路的一部份。